# Я-4
Я-4 — советский грузовой автомобиль грузоподъёмностью 4 тонны, выпускавшийся на Ярославском государственном автозаводе в 1928 и 1929 годах.
Конструкция автомобиля базировалась на более ранней модели этого завода - Я-3, главным отличием от которого стало применение импортного силового агрегата (двигатель, сцепление, КПП) германской фирмы Daimler-Benz.

## История
В ходе эксплуатации у трехтонного грузового автомобиля Я-3 были выявлены существенные недостатки. Маломощный двигатель от АМО-Ф-15 (всего 35 л.с.) был слишком слаб для грузовика полной массой в почти 7,5 тонн, отсюда и его тихоходность (до 30 км/ч без нагрузки и до 20-25 км/ч с нагрузкой) и проблема преодоления подъемов с полной нагрузкой, а так же слабые тормоза для такого тяжелого грузовика. Однако никакой альтернативы отечественного двигателя и прочих узлов не имелось. Было принято решение закупать импортные агрегаты. Перед конструкторами возникла дилемма: выбрать американские агрегаты или европейские. Выбор первоначально пал на европейские. В то время у СССР были достаточно плодотворные отношения с Германией. С так называемой Веймарской Республикой отношения были установлены ещё в 1922 году в ходе подписания Рапалльского договора, в том числе и по торговому сотрудничеству. Одним из ведущих немецких производителей автомобилей и агрегатов к ним являлся Mercedes-Benz. Именно его двигатель был выбран для нового ярославского грузовика.
В ходе примерки немецкого двигателя, имевшего куда большие размеры, чем двигатель АМО-Ф15, Я-3 был существенно модернизирован: изменилась форма капота, усовершенствовалось оперение, была сдвинута назад кабина, увеличилась и длина автомобиля. Также были усовершенствованы тормоза, которые получили вакуумный усилитель немецкой фирмы Bosch-Devaunder. За счёт более мощного двигателя удалось поднять грузоподъемность на одну тонну. Обновленный грузовик получил индекс Я-4.
Производство этого грузовика началось во второй половине 1928 года (до конца года было изготовлено 28 машин) и закончилось в 1929 году (ещё 109 машин). Таким образом, общее количество изготовленных автомобилей Я-4 составляет 137 машин.
В 1929 году на смену Я-4 пришла более совершенная модель Я-5, также получившая импортный силовой агрегат марки «Геркулес» американского производства.